# 迪拉姆

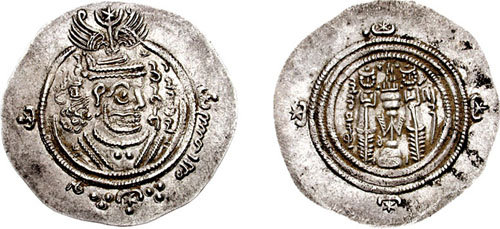
One of the first silver coins of the Umayyad Caliphate, still following Sassanid motifs, struck in the name of al-Hajjaj ibn Yusuf

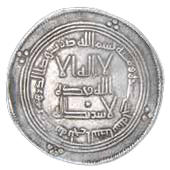
Later silver dirham of the Umayyad Caliphate, minted at Balkh in AH 111 (= 729/30 CE).

迪拉姆（Dirham 又稱 dirhem 或是 "Dirhm" (درهم) ），又译第尔汗，是古代以及當前流通於阿拉伯國家地區的貨幣單位，在古時鄂圖曼帝國和波斯帝國也有相近的物質單位（鄂圖曼 打蘭）。其名稱由來是希臘的貨幣單位德拉克馬（2銀幣）。

## 當前單位
現今仍在使用的迪拉姆包括：
- 摩洛哥迪拉姆
- 阿聯酋迪拉姆
- 1/100 伊拉克第納爾
- 1/1000 利比亞第納爾
- 1/100 卡達里亞爾
- 1/10 約旦第納爾
- 1/100迪拉姆的塔吉克斯坦索莫尼

## 質量單位
目前已知羅馬人曾使用打蘭作為質量單位。該迪拉姆作為橫跨北非、中東以及波斯地區的重量單位，並且在各地，迪拉姆都有各種不同的質量代表。
於上個世紀的鄂圖曼帝國 (鄂圖曼土耳其 درهم)，標準迪拉姆是3.207 克; 400 相當於1oka. 
在1895年的埃及，迪拉姆相當於 47.661 特洛伊穀物（3.088克）。
目前在伊斯蘭世界的各項復興運動中，其中一項就是重振迪拉姆作為質量測量銀的一個單位，但確切的價值當前還是有爭議的（爭議在於迪拉姆價值是3克還是2.975克的銀）.

## 歷史
在歷史上，“迪拉姆”這個詞是從希臘錢幣德拉克馬（δραχμή）所衍生出來的；以希臘語作為母語的拜占庭帝國控制了地中海東部和阿拉伯地區，因此造就了該詞語流傳至阿拉伯世界的基礎， 在前伊斯蘭時代與後續時代也都有流通迪拉姆貨幣，因此使得迪拉姆的錢幣上刻印的是阿拉伯文字，爾後在近於公元7世紀結束時，迪拉姆成為伊斯蘭流通貨幣，並且帶有君主名稱與宗教經文。 迪拉姆震撼了圍繞在地中海周遭的國家，包括安達盧斯（摩爾西班牙）和拜占庭帝國（miliaresion），並且在第10和第12世紀之間，可作為在歐洲地區流通的貨幣單位，特別是能夠與海盜進行交易，如約克與都柏林 周遭海域活躍的海盜。

## 資料來源
1. ↑  .   [2015-06-18]. （原始内容存档于2015-09-24）.
2. ↑  based on an oka of 1.2828 kg; Diran Kélékian gives 3.21 g (Dictionnaire Turc-Français, Constantinople: Imprimerie Mihran, 1911) ; Γ. Μπαμπινιώτης gives 3.203 g (Λεξικό της Νέας Ελληνικής Γλώσσας, Athens, 1998)
3. ↑  OED
4. ↑  In addition to Islamic dirhams in ninth and tenth century English hoards, a counterfeit dirham was found at Coppergate, York, struck as if for Isma'il ibn Achmad (ruling at Samarkand, 903-07/8), of copper covered by a once-silvery wash of tin (illustrated in Richard Hall, Viking Age Archaeology, [series Shire Archaeology] 2010:17, fig. 7).